# Scaphognathops bandanensis
Scaphognathops bandanensis és una espècie de peix cipriniforme de la família dels ciprínids.

## Morfologia
- Els mascles poden assolir 40 cm de longitud total.[4][5]

## Alimentació
Menja detritus, cucs i insectes.

## Hàbitat
És un peix d'aigua dolça i de clima tropical.

## Distribució geogràfica
Es troba a Àsia: conca del riu Mekong a Laos, Tailàndia i Cambodja.